# Teodor Narbutt

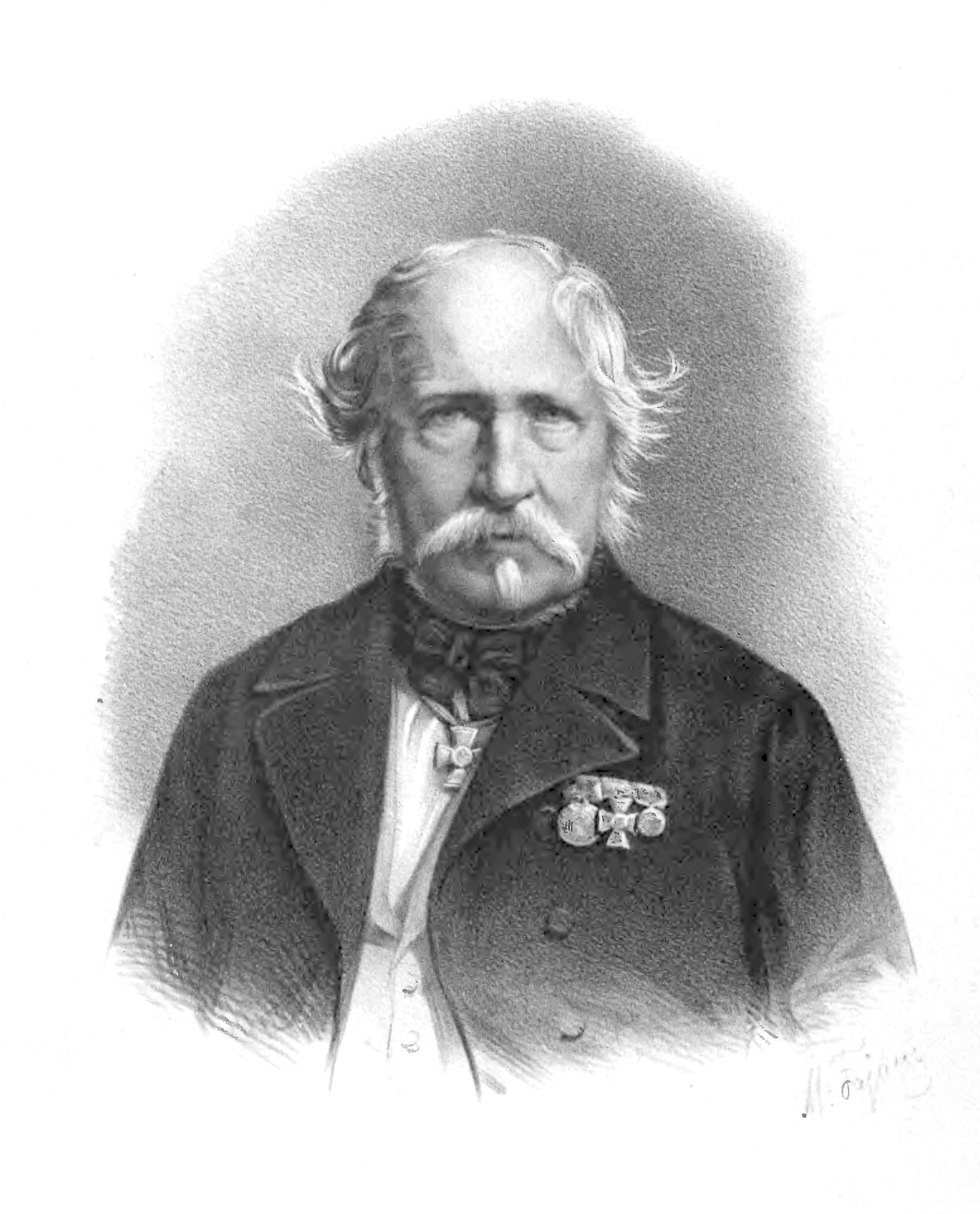
Teodor Narbutt. Porträt von Maksymilian Fajans.

Teodor Mateusz Narbutt (* 8. November 1784 in Szwary, heute: Schaury (Шаўры), bei Hrodna; † 27. November 1864 in Vilnius) war ein polnischsprachiger Schriftsteller litauischer Abstammung, Historiker der Romantik und Militäringenieur im Dienst des Russischen Kaiserreiches. Sein bekanntestes Werk ist die zehn Bände umfassende, in polnischer Sprache verfasste, Geschichte Litauens vom Frühmittelalter bis zur Union von Lublin.

## Leben
Teodor Narbutt wurde 1784 nahe Hrodna (im heutigen Belarus) in Polen-Litauen als Kind einer bekannten Szlachta-Familie, die das Wappen von Trąby trug, geboren. In seiner frühen Jugend wurde sein Vaterland zwischen Russland, Österreich und Preußen aufgeteilt. Nachdem er seinen Abschluss an einer Piaristen-Schule in Lyubeshiw machte, besuchte er die Universität Vilnius ein, wo er 1803 seinen Abschluss in Ingenieurwissenschaften machte. Er zog dann nach Sankt Petersburg, wo er dem Kadettenkorps beitrat. Er diente in der kaiserlich russischen Armee, wo er Hauptmann im Korps der Feldingenieure wurde. Er nahm 1807 und 1812 an den russischen Feldzügen gegen Napoleon Bonaparte teil. 1809 plante er die Festung Babrujsk (im heutigen Babrujsk, Belarus) wofür ihm der Orden der Heiligen Anna verliehen wurde.
Seit 1813 begann er sich für Archäologie zu interessieren und begann damit, zahlreiche Ausgrabungen im Gebiet des ehemaligen Großfürstentums Litauen zu organisieren. Seine Leidenschaft für die Geschichte, Kultur und Folklore des ehemaligen Großfürstentums zeigte sich nach 1817, als er anfing, historische Artikel für verschiedene Zeitungen in Vilnius zu schreiben. Er begann auch, Kopien von Dokumenten zu sammeln, die von der alten Geschichte Litauens handelten und 1846 in der Anthologie Pomniki do dziejów litewskich (Monumente der Litauischen Geschichte) veröffentlicht wurden. Zu seinen bekanntesten Primärquellen zählt die aus dem 16. Jahrhundert stammende Letopis der Großfürsten Litauens, auch bekannt als Chronik von Bychowiec, die nach ihrem Entdecker Aleksander Bychowiec benannt ist.

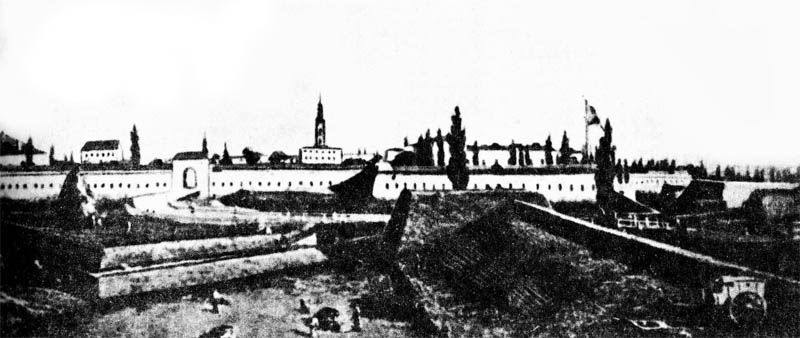
Festung Babrujsk 1811

Zwischen 1835 und 1841 veröffentlichte er eine monumentale, zehn Bände umfassende Geschichte Litauens, die sich mit den Perioden von der prähistorischen Zeit bis zur Union von Lublin befasste. Obwohl es auf Legenden und oft verfälschten Quellen basierte, hatte dieses Buch großen Einfluss sowohl auf die Geschichtsschreibung Litauens als auch später auf die litauische Nationalromantik. Seine litauische Übersetzung wurde die erste Geschichte Litauens, die aus komplett litauischer Sicht verfasst wurde. Das Buch wurde von russischen Historikern und Behörden hoch geschätzt, da es die ruthenische Vergangenheit Litauens unterstrich. Narbutt erhielt dafür von Zar Nikolaus I. von Russland einen rubinbesetzten Goldring und wurde mit dem Orden der Heiligen Anna und dem Orden des Heiligen Wladimir ausgezeichnet. 1856 veröffentlichte Narbutt eine weitere Sammlung von Texten, die echte Primärquellen und von ihm selbst verfasste Fälschungen enthält. Zu den bekanntesten der Letzteren zählt Kyburgs Tagebuch, ein gefälschter Bericht über Litauen im 13. Jahrhundert.
Sein ganzes Leben lang blieb Narbutt aktives Mitglied der archäologischen Kommission von Vilnius und ein bekannter Ingenieur. Zwischen 1847 und 1852 plante er eine Gemeindekirche in Eišiškės, im heutigen Litauen. Seine Familie unterstützte den polnischen Januaraufstand. Sein ältester Sohn, Ludwik Narbutt, wurde Befehlshaber der polnischen Aufständischen in der Gegend um Lida, wo er 1863 im Kampf fiel. Sein jüngster Sohn Bolesław wurde durch die russischen Behörden zum Tode verurteilt, allerdings wurde das Urteil aufgrund seines jungen Alters in eine lebenslange Haftstrafe umgewandelt. Seine Ehefrau, Krystyna Narbutt (geborene Sadowska) wurde zur Verbannung nach Sibirien verurteilt und durfte bis 1871 nicht zurückkehren. Narbutts einzige Tochter Teodora musste aus dem Land fliehen und wurde in Abwesenheit zu Zwangsarbeit verurteilt. Narbutt starb 1864 in Wilna.

## Veröffentlichungen (Auswahl)
- Jean-Jacques Rousseau: Wyborowe ody i kantaty Jana Babtysty Rousseau. übersetzt von Teodor Narbutt, B. Neumann, Vilnius 1832.
- Dzieje starożytne narodu litewskiego. 1835–1841 (Volltext aller zehn Bände)
- Pomniki do dziejów litewskich. Ruben Rafałowicz, Vilnius 1844 (DjVu Plugin benötigt.)
- Dzieje narodu litewskiego w krótkości zebrane. Ruben Rafałowicz, Vilnius 1847.
- Pomniejsze pisma historyczne szczególnie do historyi Litwy odnoszące się. T. Glücksberg, Vilnius 1856.